# Leda (film)
Leda (幻夢戦記レダ?, Genmu senki Leda, lett. Cronache oniriche di Leda) è un OAV scritto e diretto da Kunihiko Yuyama, e coprodotto dalla Toho e dalla Kaname Productions nel 1985. È una delle prime opere del regista giapponese, già noto per aver diretto la serie de Il magico mondo di Gigì. Dopo la prima edizione in home video, venne anche proiettata al cinema in Giappone dal 21 dicembre 1985.
L'OAV, della durata di circa 70 minuti, presenta una qualità dei disegni e delle animazioni non eccelsa. La trama, che non presenta spunti particolarmente originali, risulta però coerente e lineare. Ciò che risalta è la tecnologia del mondo di Leda, con fortezze, navette volanti e moto che ricordano vagamente gli speeder di Star Wars, insieme alla natura incontaminata e bellissima; sono questi gli elementi di maggiore contrasto.
Tra gli artisti dello staff, la disegnatrice Mutsumi Inomata nel ruolo di character designer, e l'animatore Tsukasa Dokite.

## Trama

### Yoko
Yoko Asagiri è una ragazza che frequenta le scuole superiori, innamorata di un suo compagno di liceo. Temendo di non riuscire mai a rivelare i suoi sentimenti, si schermisce e cerca di distrarsi suonando il pianoforte, e compone una delicata lirica, che incide su una musicassetta. Quando decide di confessare il suo amore al ragazzo, che incontra in un parco cittadino, porta con sé un walkman con cui sta ascoltando la sua registrazione; decisa ad avvicinarlo, d'improvviso prova uno strano senso di timore e voglia di fuga dalla realtà e, ascoltando la melodia che aveva suonato, viene trasportata in un mondo parallelo: Ashanti.

### Ashanti
Ad Ashanti Yoko si ritrova immersa in un mondo surreale, dove la natura è selvaggia e ambigua, con animali giganteschi o insetti dalle forme volubili, fioriture abnormi, funghi sommersi nei ruscelli, piante dall'aspetto paradossale e dalle forme variegate. Qua incontra un cane che vola e parla, Ringan, che le spiega cosa dev'essere accaduto: probabilmente il walkman è una chiave fra i due mondi di Ashanti e Noa, la terra che così chiama il cane, che per Yoko è il mondo reale. Il registratore è anche ricercato da alcuni abitanti di Ashanti, che sono stati mandati dal generale Zell a recuperare il Cuore di Leda, e attaccano Yoko. La ragazza intimorita allora fugge, ma non cede il suo registratore, perché ha capito che la musica lì registrata è l'unico modo per tornare a casa; così cerca di difendersi dalle violente creature che l'attaccano e scopre di avere dei superpoteri. I nemici di Yoko volano su degli strani animali meccanici a forma di cigno e sono scortati da robot monoculari volanti di forma fallica. Con una spada estratta da un fiore Yoko recide il capo di uno dei robot e riesce ad impadronirsi di un cigno-robot. I suoi nemici intanto sono riusciti a prenderle il registratore e lei parte all'inseguimento.

### Il cuore di Leda
Yoko non riesce a riprendersi il walkman. L'inseguimento dei ladri la porta a vagare ad altissima velocità nel mondo di Ashanti, una terra abbandonata, dove ovunque vi sono le tracce di un'antica civiltà perduta, deserti ed esplosioni atomiche. Attaccata dai robot monoculari di forma fallica, viene difesa da un robot gigante guidato da una bambina, Yoni, che la salva. Yoni porta Yoko al suo rifugio e, vedendola armata e in aspetto da guerriera, le spiega che non può essere una semplice studentessa di liceo ma che, stando ad Ashati, lei è una guerriera di Leda. A Yoko tutto ciò sembra assurdo. Quando però poi ricorda che nella registrazione in realtà c'è, sotto forma di musica, una dedica d'amore, capisce che il walkman effettivamente è una chiave tra i due mondi, infatti ascoltandolo lei ebbe il desiderio di lasciare la realtà, e finì su Ashanti. Yoni la avverte che si tratta effettivamente del cuore di Leda, e che ora, in possesso del generale Zell, potrebbe essere usato dagli abitanti di Ashanti per distruggere la terra.

### Il generale Zell
Yoni porta Yoko in un bunker sotterraneo, rifugio della piccola ashàntite. Intanto la bambina le racconta che un tempo Ashanti era una terra felice e ricca, governata da Leda, la regina che controllava l'ordine e l'equilibrio fa il mondo di Yoni e Noa, la realtà secondo Yoko. Un giorno però gli abitanti di Ashanti entrarono in lotta fra loro e tutto quel mondo fu distrutto. Da allora alcuni sacerdoti decaduti e perversi ex-ministri di Leda vogliono abbandonare Ashanti ed invadere Noa per imporre là il loro dominio. Yoko è preoccupata, gli abitanti di Noa non sarebbero pronti ad affrontare la potenza degli ashàntiti e decide di allearsi con Yomi per combattere il generale Zell, il capo dei nemici di Noa. Con una potente arma, un gigante nucleare, che Yoko è destinata a guidare, le due ragazze cercano di combattere Zell, chiuso in un immenso castello volante a forma di uovo, che col cuore di Leda, cerca di aprire il varco dimensionale fra Ashanti e Noa.

### Il sogno di Yoko
Al castello Zell, con il consiglio di un sinistro sacerdote, scopre che in realtà il nastro che ha rubato a Yoko è completamente inutile per aprire il varco dimensionale senza la ragazza. Quando costei giunge per combatterlo e riprendersi il nastro, Zell la ipnotizza e la fa cadere in un sonno profondo. Chiusa in un uovo di vetro, è collegata ad un immenso cuore artificiale, il centro dell'uovo di Zell; il generale e il sacerdote le ispirano uno strano sogno: Yoko ha il suo uomo, il ragazzo di cui è innamorata. Stanno insieme al mare, ma lei insistentemente gli chiede del nastro, che dovrebbe essere la confessione del suo amore; a scuola lui la invita a seguirlo dopo le lezioni, ma lei di nuovo gli ricorda della musica, ma lui non sa di cosa parla. In realtà il ragazzo è Zell che è entrato nei suoi sogni e, infuriato perché respinto, si trasforma in un orrendo mostro, a forma di manta volante, che si aggira per le classi e i corridoi della scuola. Anche Yoko è oggetto di metamorfosi: torna la guerriera di Leda e con la spada trafigge il mostro.

### Il ritorno a Noa
A quel punto Yoko si risveglia e si ribella a Zell. Il sacerdote decaduto predice che è impossibile controllare il cuore di Leda con la menzogna e la violenza. Zell tenta ancora di ipnotizzare Yoko ma lei gli infilza nel monocolo della sua corona la spada e lo lascia precipitare in una voragine del suo castello, il grande uovo volante. Il cuore artificiale esplode e il castello precipita sulle rovine di Ashanti. Noa è salva e Yoko scopre che solo ascoltando la musica può tornare alla realtà. Saluta la piccola Yumi e Ringam, il cane parlante, e, trasportata dalla sua composizione, torna nel parco dove aveva incrociato il ragazzo che ama sorpassandolo. Si ritrova pochi metri più avanti; spegne il registratore e va a conoscere il ragazzo.

## Riferimenti culturali
Tutto l'OAV è pieno di riferimenti alla mitologia greca. Leda nella letteratura greco-romana è la madre di Elena di Troia e dei Dioscuri, nati da due uova che la donna partorì dopo esser stata fecondata da Zeus, sotto forma di cigno. Yoko nella storia cavalca dei cigni robotici e Zell è acquartierato nel centro di un immenso uovo meccanico, nel mondo di cui un tempo fu regina una certa «Leda». Il riferimento non è diretto, ma almeno i nomi e i simboli riconducono alla storia greca. Le chiavi di lettura possono essere molte; Yoko impedisce all'uovo di Zell di entrare nella terra e d'altra parte per far ciò si serve di cigni-robot, combattendo robot fallici e monocolari con una spada.

## Edizione italiana
Leda venne doppiato nei primi anni '90 dalla CRC - Cooperativa Rinascita Cinematografica a partire da un master internazionale e pubblicato in VHS varie volte ad opera della Eden Video e della Avo Film; da allora è stato trasmesso diverse volte su TV locali o minori (fra cui AB Channel). Il film è anche uscito in DVD per l'editore Quadrifoglio nel 2012.